# 120-я гвардейская стрелковая дивизия
120-я гвардейская стрелковая дивизия — тактическое соединение Рабоче-крестьянской Красной армии в период Великой Отечественной войны.

## История
Свою историю дивизия ведёт от сформированной в СибВО в марте 1942 года 308-й стрелковой дивизии. За проявленные личным составом мужество и героизм в боях с немецко-фашистскими захватчиками 308-я стрелковая дивизия преобразована в 120-ю гвардейскую стрелковую дивизию (23 сентября 1943 года).

### Боевой путь
С конца сентября 1943 вела наступательные бои в восточных районах Белоруссии, в ходе которых во взаимодействии с 283-й стрелковой дивизией освободила город Костюковичи (28 сентября), форсировала реки Проня (25 октября), Сож (23 ноября) и в начале декабря вышла на левый берег реки Днепр в районе Сверженя (18 км северо-восточнее Рогачёва).
Во 2-й половине февраля 1944 года дивизия в ходе Рогачевско-Жлобинской операции форсировала Днепр, во взаимодействии с другими соединениями армии прорвала сильно укреплённую оборону немецко-фашистских войск и освободила Рогачёв (24 февраля). За отличия в этих боях была удостоена почётного наименования Рогачёвской (26 февраля 1944 года).
В Белорусской операции дивизия в составе войск 1-го Белорусского фронта принимала участие в прорыве глубоко эшелонированную обороны противника северо-восточнее Бобруйска, окружении крупной группировки в районе города и развитии наступления в направлении Новогрудок, Волковыск.
Начав наступление с плацдарма на Друти, дивизия завершила его на реке Нарев, пройдя с боями более шестисот километров. Только за первые две недели наступления гвардейцы 120-й «захватили 2800 пленных, 167 пулемётов, 51 орудие, 39 миномётов, 80 автомашин..». Вместе с другими соединениями 3-й армии, которая в начале июля была передана из 1-го Белорусского фронта во 2-й Белорусский, дивизия форсировала Березину, Неман, Сервеч, Щару, участвовала в освобождении более пятисот населённых пунктов Белоруссии и Польши, в том числе Бобруйска, Минска, Волковыска, Белостока и Дятлова.
27 июля стрелковая дивизия участвовала в штурме Белостока. За отличия в этих боях все её полки были удостоены почётного наименования «Белостокских» (9 августа 1944 года).
К 30 июля дивизия вышла к реке Нарев. 6 сентября участвовала в штурме города и крепости Остроленка, а затем вела бои по расширению наревского плацдарма в районе Ружан.
Высоких наград была удостоена дивизия в Восточно-Прусской наступательной операции 1945 года. За образцовое выполнение заданий командования, способствовавших овладению войсками 3-й армии городов Вормдитт (Орнета) 15 февраля и Мельзак (Пененжно) 17 февраля, она награждена орденом Кутузова II степени (5 апреля 1945 года).
За отличия в боях при овладении городом Хейлигенбайль (Мамоново) 25 марта награждена орденом Суворова II степени (26 апреля 1945).
Боевой путь дивизия завершила в составе войск 1-го Белорусского, фронта в Берлинской наступательной операции, в ходе которой 23 апреля форсировала реке Шпре и затем вела ожесточённые бои по уничтожению группировки вражеских войск юго-восточнее Берлина.

### В послевоенный период
С завершением Великой Отечественной войны в 1945 году дислоцировалась в районе Минска.
В 1957 году дивизия была преобразована в мотострелковую.
В 1965 году ей вернули номер (120) под которым она воевала в годы Великой Отечественной войны и стала именоваться 120-я гвардейская мотострелковая дивизия.
В 1964 году один из полков дивизии был перевооружен на новейший танк Т-64
В 1967 году 339-й гвардейский мотострелковый полк одним из первых в стране получил на вооружение новейшее оружие боевые машины пехоты БМП-1
15 июня 1963 года 336-й гвардейский мотострелковый полк дивизии переформирован в 336-й гвардейский отдельный Белостокский орденов Суворова и Александра Невского полк морской пехоты в составе Балтийского флота и передислоцирован в город Балтийск Калининградской области, став первым полком возродившейся, как род ВМФ, морской пехоты современного Военно-Морского Флота. В декабре 1979 года на базе полка сформирована 336-я гвардейская отдельная Белостокская орденов Суворова и Александра Невского бригада морской пехоты Балтийского флота, продолжающая нести боевую службу по настоящее время.
За заслуги в деле защиты Советской Родины, высокие результаты в боевой и политической подготовке 120-й гв. мсд присвоено имя Верховного Совета Белорусской ССР (1967), она награждена Памятным знаменем (1967) и Ленинской юбилейной Почётной грамотой (1970) ЦК КПСС, Президиума Верховного Совета СССР и Совета Министров СССР.
В 1972 году дивизия удостоена Почётной грамоты Президиума Верховного Совета РСФСР, а в 1978 году награждена Вымпелом министра обороны СССР за мужество и воинскую доблесть. Принимала участие в учениях «Днепр-67», «Неман», «Двина», «Весна-75», Березина, «Запад-81».
В 1980-е годы 120-я гв. мсд развертывалась в 5-й отдельный гвардейский армейский Рогачевский Краснознамённый, орденов Суворова и Кутузова корпус им. Верховного Совета БССР — соединение бригадной организации. Однако с началом сокращений вооружённых сил в 1989 году 5-й гв. оак вновь стал 120-й гв. мсд.
1 февраля 2002 года дивизия преобразована в 120-ю отдельную гвардейскую механизированную Рогачёвскую Краснознамённую, орденов Суворова и Кутузова бригаду (бел. 120-я Рагачоўская асобная механізаваная брыгада) Сухопутных войск Вооружённых сил Республики Беларусь.

## Полное именование
Полное действительное наименование — 120-я гвардейская стрелковая Рогачёвская Краснознамённая, орденов Суворова и Кутузова дивизия.

## Командование

### Командиры дивизии
- Масленников, Николай Кузьмич (29.09.1943 — 15.11.1943), генерал-майор
- Фогель, Ян Янович (16.11.1943 — 14.07.1944), полковник, с 03.06.1944 генерал-майор умер от ран 14.07.1944, похоронен в п. Дятлово Гродненской обл.[4]
- Телков, Пётр Сергеевич (15.07.1944 — 21.09.1944), полковник
- Никитин Николай Александрович (22.09.1944 — 25.12.1944), генерал-майор
- Телков, Пётр Сергеевич (26.12.1944 — ??.10.1947), полковник, с 20.04.1945 генерал-майор
- Арабей, Павел Григорьевич (октябрь 1947 — январь 1951), генерал-майор
- Пузанов Лев Илларионович (12.10.1954 — 05.11.1956), гвардии полковник
- Зайцев, Михаил Митрофанович (сентябрь 1965 года — ноябрь 1968), генерал-майор

### Заместители командира
- Борискин, Валентин Данилович[5]

### Начальники штаба
- Греков, Михаил Андреевич (29.09.1943 — 18.11.1943), подполковник

## Состав
- 334-й гвардейский стрелковый полк
- 336-й гвардейский стрелковый полк
- 339-й гвардейский стрелковый полк
- 310-й гвардейский артиллерийский полк
- 122-й отдельный гвардейский истребительно-противотанковый дивизион
- 116-я отдельная гвардейская разведывательная рота
- 126-й отдельный гвардейский сапёрный батальон
- 1451-я отдельная рота связи (до 30.10.1943)
- 135-я отдельная гвардейская рота связи (с 30.10.1943 по 05.12.1944)
- 149-й отдельный гвардейский батальон связи (с 05.12.1944)
- 121-й медико-санитарный батальон
- 117-я автотранспортная рота
- 119-я отдельная гвардейская рота химической защиты
- 124-я полевая хлебопекарня
- 112-й дивизионный ветеринарный лазарет
- 1852-я полевая почтовая станция
- 1171-я полевая касса Государственного банка[6]

Состав 5-го отдельного гвардейского армейского Рогачёвского Краснознамённого, орденов Суворова и Кутузова корпуса имени Верховного Совета БССР:
- 1-я отдельная гвардейская танковая Белостокская Краснознамённая орденов Суворова, Кутузова и Александра Невского бригада;
- 2-я отдельная гвардейская танковая Барвенковская ордена Кутузова бригада;
- 176-я отдельная механизированная бригада;
- 177-я отдельная гвардейская механизированная Белостокская Краснознамённая, орденов Кутузова и Александра Невского бригада;
- 310-й гвардейский артиллерийский Белостокский орденов Кутузова и Александра Невского полк;
- 1045-й гвардейский зенитный ракетный орденов Богдана Хмельницкого и Александра Невского полк;
- 1318-й десантно-штурмовой полк;
- 276-й отдельный вертолётный полк;
- 1180-й отдельный реактивный артиллерийский дивизион;
- 46-й отдельный разведывательный батальон;
- 126-й отдельный гвардейский инженерно-сапёрный батальон.[7]

- управление;
- 334-й гвардейский мотострелковый Белостокский Краснознамённый орденов Кутузова и Александра Невского полк, Уручье

31 Т-72, 136 БМП-2, 6 БРМ-1К, 12 2С1 «Гвоздика»
- 339-й гвардейский мотострелковый Белостокский Краснознамённый орденов Суворова,Кутузова и Александра Невского полк, Уручье

31 Т-72, 142 БТР-80, 17 БМП-2, 3 БРМ-1К, 12 2С1 «Гвоздика»
- 356-й мотострелковый полк, Уручье

31 Т-72, 136 БМП-2, 5 БРМ-1К, 12 2С1 «Гвоздика»
- 355-й танковый полк, Уручье

94 Т-72, 20 БМП-2, 3 БРМ-1К, 12 2С1 «Гвоздика»
- 310-й гвардейский самоходно-артиллерийский Белостокский полк, Уручье (36 2С3 «Акация», 12 БМ-21 «Град»)
- 1045-й гвардейский зенитный ракетный полк, Уручье
- 741-й отдельный противотанковый артиллерийский дивизион, Уручье
- 46-й отдельный разведывательный батальон, Уручье (13 БМП-2, 8 БРМ-1К, 11 БТР-80, 1 Р-145БМ)
- 149-й отдельный батальон связи, Уручье (8 Р-145 БМ, 1 Р-156 БТР)
- 126-й отдельный инженерно-сапёрный батальон, Уручье (1 ИМР-2, 1 МТУ-20, 5 МТ-55А)
- 73-й отдельный батальон химической защиты
- 1626-й отдельный батальон материально-технического обеспечения
- 82-й отдельный ремонтно-восстановительный батальон
- 274-й отдельный медико-санитарный батальон[8]

Итого: 187 танков, 357 БМП, 153 БТР, 84 САУ, 12 РСЗО

## Подчинение
- в составе войск 3-й армии

## Награды и наименования
| Награда                             | Дата                  | За что награждена |
| ----------------------------------- | --------------------- | --- |
| Орден Красного Знамени              | 19 июня 1943 года     | награждена указом Президиума Верховного Совета СССР от 19 июня 1943 года за образцовое выполнение боевых заданий командования на фронте борьбы с немецкими захватчиками в боях за Сталинград и проявленные при этом доблесть и мужество.     |
| Почетное звание «Гвардейская»       | 23 сентября 1943 года | присвоено приказом Народного комиссара обороны СССР от 23 сентября 1943 года за проявленную отвагу в боях за Отечество с немецкими захватчиками, за стойкость, мужество, дисциплину и организованность, за героизм личного состава.          |
| Почетное наименование «Рогачевская» | 26 февраля 1944 года  | присвоено приказом Верховного Главнокомандующего № 043 от 26 февраля 1944 года за отличие в боях с немецкими захватчиками при освобождении г. Рогачёва                                                                                       |
| Орден Кутузова II степени           | 5 апреля 1945 года    | награждена указом Президиума Верховного Совета СССР от 5 апреля 1945 года за образцовое выполнение заданий командования в боях с немецкими захватчиками при овладении городами Вормдитт, Мельзак и проявленные при этом доблесть и мужество; |
| Орден Суворова II степени           | 26 апреля 1945 года   | награждена указом Президиума Верховного Совета СССР от 26 апреля 1945 года за образцовое выполнение заданий командования в боях с немецкими захватчиками при овладении г. Хайлигенбайль и проявленные при этом доблесть и мужество.          |

Награды частей дивизии:
- 334-й гвардейский стрелковый Белостокский[11] Краснознамённый[12] орденов Кутузова[13] и Александра Невского[14] полк;
- 336-й гвардейский стрелковый Белостокский[11] орденов Суворова[12] и Александра Невского[14] полк;
- 339-й гвардейский стрелковый Белостокский[11] Краснознамённый[15] орденов Суворова[16], Кутузова[17] и Александра Невского полк;
- 310-й гвардейский артиллерийский Белостокский[11] орденов Кутузова[12] и Александра Невского полк;
- 122-й отдельный гвардейский истребительно-противотанковый ордена Александра Невского[14] дивизион
- 126-й отдельный гвардейский сапёрный ордена Красной Звезды[17] батальон

## Отличившиеся воины
За мужество, отвагу и героизм, проявленные в боях с немецко-фашистскими захватчиками в годы Великой Отечественной войны, свыше 18 тыс. воинов дивизии были награждены орденами и медалями, а 8 из них присвоено звание Героя Советского Союза.
- Богданов, Иван Васильевич гвардии старший сержант, командир орудийного расчёта 122-го отдельного гвардейского истребительно-противотанкового дивизиона.
- Гуртьев, Леонтий Николаевич (01.12.1942 — 03.08.1943), генерал-майор, командир дивизии.
- Зайцев, Яков Павлович[18] гвардии младший лейтенант, командир взвода противотанковых ружей 336-го гвардейского стрелкового полка.
- Мамутов, Косан, гвардии красноармеец, пулемётчик 336-го гвардейского стрелкового полка
- Огнев, Павел Агеевич, гвардии старшина, помощник командира стрелкового взвода 336-го гвардейского стрелкового полка.
- Петров, Павел Гаврилович гвардии полковник, заместитель командира дивизии.
- Пономарёв, Пётр Тихонович, гвардии рядовой, наводчик орудия 334-го гвардейского стрелкового полка.
- Скопцов, Дмитрий Игнатьевич, гвардии старший сержант командир отделения 116-й отдельной гвардейской разведывательной роты.
- Трунилин, Сергей Иванович, гвардии старший сержант, помощник командира взвода 336-го гвардейского стрелкового полка.
- Фогель, Ян Янович, генерал-майор, командир дивизии.
- Черноротов, Василий Иванович, гвардии младший сержант, командир отделения 126-го отдельного гвардейского сапёрного батальона.
- Якимкин, Виктор Григорьевич, гвардии сержант, командир отделения связи 334-го гвардейского стрелкового полка.

## Память

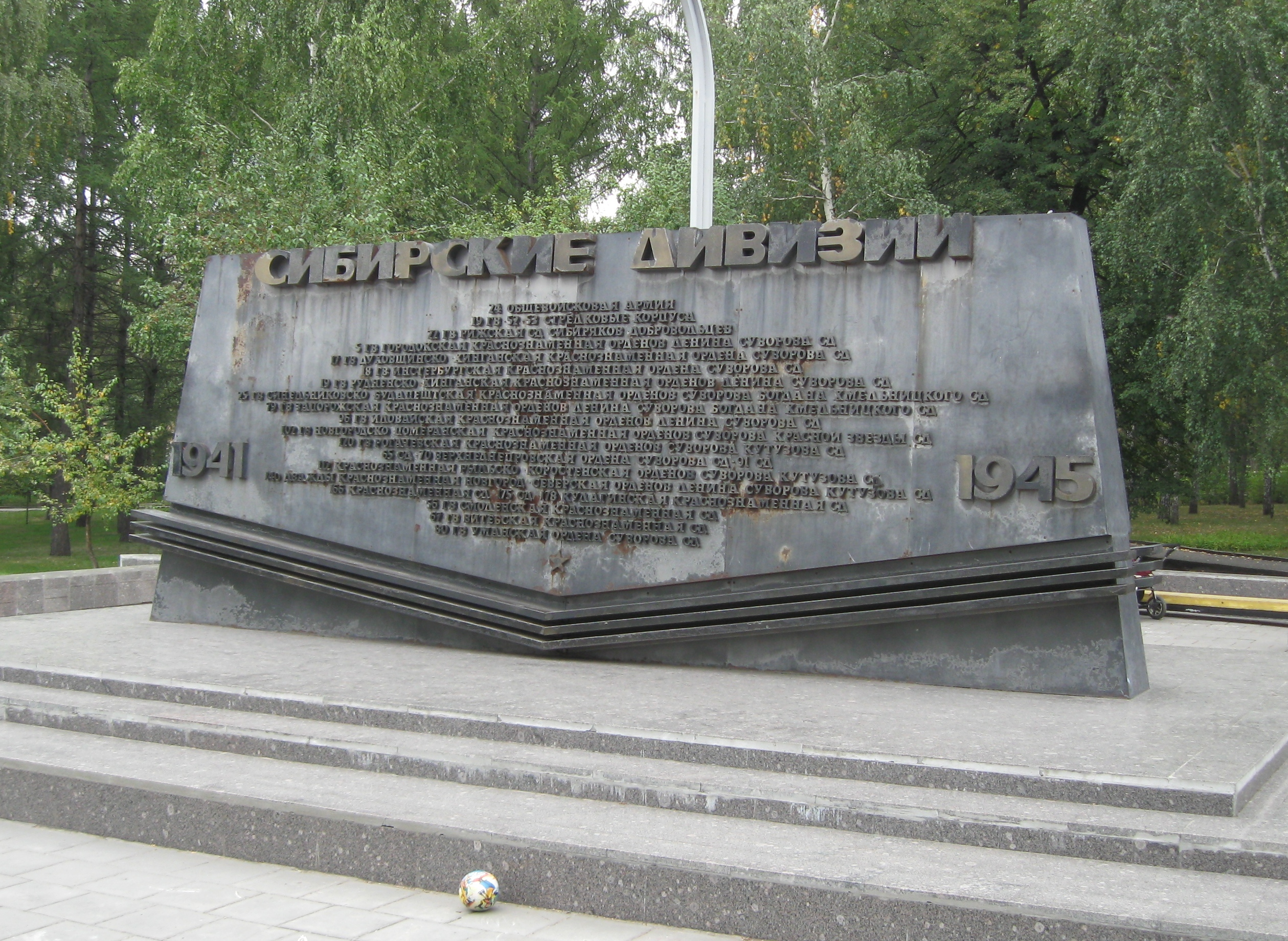
120-я гвардейская стрелковая дивизия
на Монументе Славы в Новосибирске

- В средней школе № 141 г. Минска создан «Музей боевой славы 120 гвардейской мотострелковой Рогачевской Краснознамённой орденов Суворова и Кутузова дивизии имени Верховного Совета БССР»
- музей в Саратовской школе № 22
- музей в школе на станции Курдюм Татищевского района.
- В средней школе № 70 г. Минска им. Л. Н. Гуртьева в 1978 году был открыт "Музей боевой славы им. 120-й дивизии". В 2005 и 2020 году в музее были проведены реконструкции. [21]
- В честь воинов 120 гвардейской стрелковой дивизии названы улицы в Первомайском районе Минска - Рогачевская, Героев 120-й дивизии, Фогеля, Гуртьева
  - Средняя школа № 197 г. Минска носит почетное наименование имени Героев 120-й гвардейской стрелковой дивизии
  - Средняя школа № 70 г. Минска носит почетное наименование имени командира 120 гвардейской стрелковой дивизии генерал-майора Гуртьева Л.Н.
  - Средняя школа № 141 г. Минска носит почетное наименование имени 120-й гвардейской мотострелковой Рогачёвской Краснознамённой орденов Суворова и Кутузова дивизии  имени Верховного Совета Белорусской ССР